# Vindekåbe
Vindekåbe (eng.: Rincewind) er en fiktiv person i Terry Pratchetts romanserie om Diskverdenen; han har en fremtrædende rolle i flere af bøgerne og spiller en birolle i flere andre.
Vindekåbe er en falleret troldmand, der er ude af stand til at udøve magi. Han blev som ung smidt ud af Det Usete Universitet efter at have sneget sig til at kigge i den magtfulde troldmandsbog Oktavoen. Ved denne lejlighed sprang én af de otte besværgelser, der er skrevet i bogen, ud og gemte sig i Vindekåbes hjerne; det er angiveligt fordi andre formularer er så bange for denne magtfulde besværgelse, at de nægter at opholde sig i samme hjerne som den, at Vindekåbe er ude af stand til at udøve magi.
Vindekåbe er guide for Diskverdenens første turist Småblomst og dennes bagage Bagage i den første bog i serien, Magiens Farve.

## Film og spil
David Jason spiller Rincewind i filmen The Colour of Magic fra 2008 og Eric Idle lægger stemme til ham i spillene Discworld fra 1995 og Discworld II: Missing Presumed...!? fra 1996.